# ウァリドナウィリア

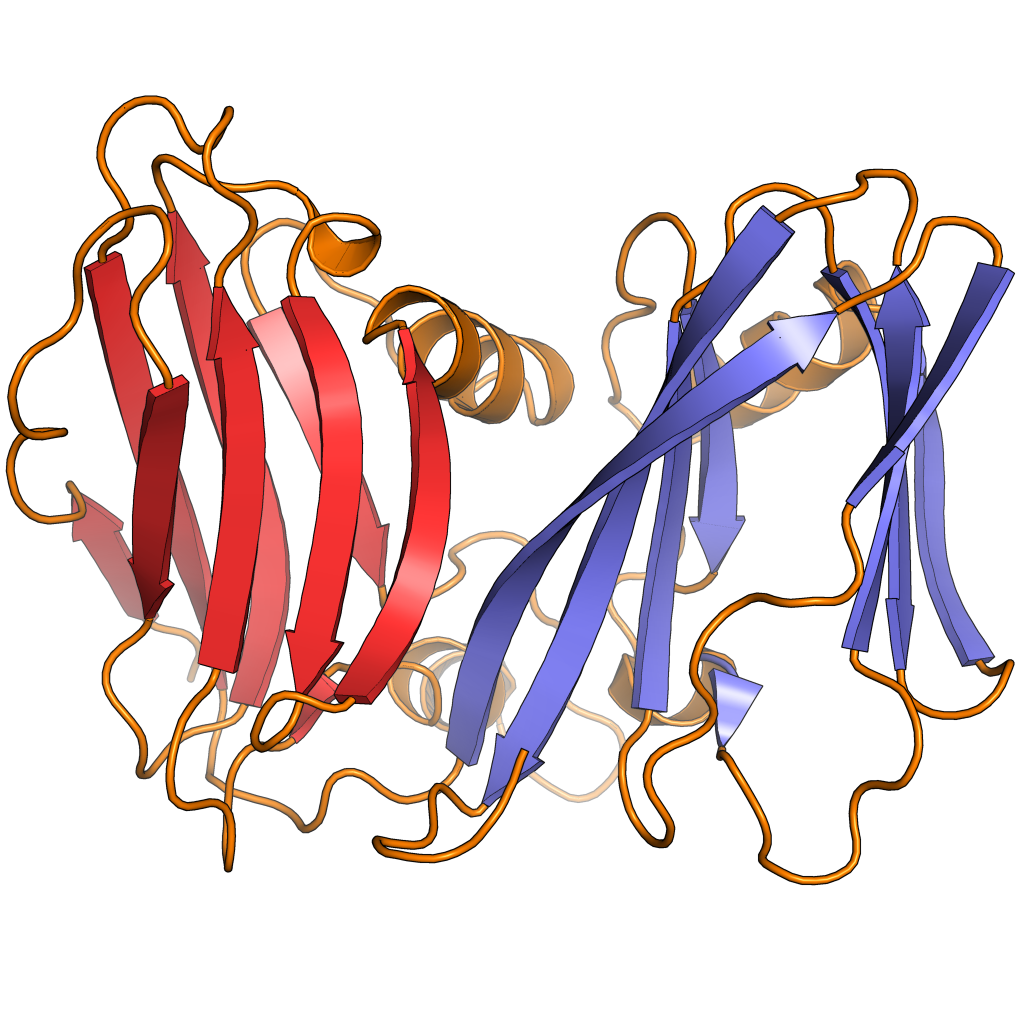
コルティコウイルス(Corticovirus)のMCPリボンモデル。赤部分と青部分がゼリーロール構造（ダブルゼリーロール構造）

ウァリドナウィリア（Varidnaviria）またはバリドナウイルス域は、2019年に国際ウイルス分類委員会（ICTV）によって提案されたウイルスの分類群（域、Realm）。垂直のゼリーロール構造を持ち、疑似六量体カプソマーを形成する主要カプシドタンパク質(MCP)を持つ二本鎖のDNAウイルスを含む。また、これらの構造を持たない場合であっても、進化的に強く関連付けられるウイルスがここに含まれる。多くの場合、パッケージタンパク質やDNAポリメラーゼも進化的に共通している。
垂直のゼリーロール構造とは、対向する4対の逆平行βシート（ゼリーロール）が、カプシド殻面に対して垂直に配置していることを意味する。リボウィリア（リボウイルス域）の一部ウイルスも主要カプシドタンパク質にゼリーロール構造を持つが、これらは大半がRNAウイルスであり、またゼリーロールがカプシド殻面に対して平行に配置している。
ボルティモア分類でいう第1群(2本鎖DNAウイルス)の一部がウァリドナウィリアに対応している。残りの2本鎖DNAウイルスの大半は、ドゥプロドナウィリア（デュプロドナウイルス域）に属している。ドゥプロドナウィリアは尾部を持つ物が多いことから、ウァリドナウィリアは無尾の二本鎖DNAウイルスと呼ばれることがある。

## 進化
ウァレドナウィリアの起源は非常に古いと推定されているが、出現時期は不明である。細菌や古細菌に感染するスファエロリポウイルス科の垂直なシングルゼリロール構造を持つ主要カプシドタンパク質（MCP）は、コアヒストンに結合する分子シャペロン、ヌクレオプラスミンや、クピンと呼ばれるタンパク質スーパーファミリーと類似しているように見える。これは、平行ゼリーロール構造のMCPを持つ他のレルムのウイルスとは異なる起源をもつことを示唆する。バンフォルドウイルス界に見えるダブルゼリーロールMCPは、スファエロリポウイルス科のMCPと基本的なモチーフを共有しており、遺伝子重複などのイベントを通じて進化してきたと推定されている。
巨大核質DNAウイルスやアデノウイルス科を含む、真核生物に感染する一群のウイルスは、ポリントンと呼ばれる大型のトランスポゾンと関係がある。ミトコンドリア獲得イベントを通じて、原核生物から持ち込まれたテクチウイルスに近縁なウイルスがポリントンとして真核生物に定着し、そこから巨大核質DNAウイルスやアデノウイルス科、ヴィロファージなどの、真核生物に感染する二本鎖DNAウイルスの大半が進化出現したシナリオが提唱されている。ポリントンと巨大核質DNAウイルスは、ダブルゼリーロール構造を持つ主要カプシドタンパク質のほか、システインプロテアーゼ、ペントン、A32様ATPアーゼ、一部のヘリカーゼやインテグラーゼなどの構成要素を共有する。

## 分類
2019年に国際ウイルス分類委員会（ICTV）によって提案された分類は以下のとおりである。
- バンフォルドウイルス界 Bamfordvirae（垂直のダブルゼリーロール主要カプシドタンパク質）
  - ヌクレオサイトウイルス門 Nucleocytoviricota
    - メガウイルス綱 Megaviricetes
    - ポッケスウイルス綱 Pokkesviricetes

  - プレプラスミウイルス門 Preplasmiviricota
    - マウェリウイルス綱 Maveriviricetes（ヴィロファージ）
    - テクティリウイルス綱 Tectiliviricetes（アデノウイルス科、細菌や古細菌に感染するウイルスを含む）
- ヘルウェティアウイルス界 Helvetiavirae（垂直のシングルゼリーロール主要カプシドタンパク質）
  - ディウィドウイルス門 Dividoviricota
    - ラセルウイルス綱 Laserviricetes（好塩古細菌や好熱細菌に感染するスファエロリポウイルス科のみを含む）